# Таволжанка (Куртамиський округ)
Таволжа́нка (рос. Таволжанка) — присілок у складі Куртамиського округу Курганської області, Росія.
Населення — 69 осіб (2010, 142 у 2002).
Національний склад станом на 2002 рік:
- росіяни — 100 %